# Goochelen
Goochelen is de kunst van het schijnbaar onmogelijke. Het is vanouds een straat- en podiumkunst, waarbij door middel van vlugge hand- en vingerbewegingen een bedrieglijk, vaak optisch effect wordt gecreëerd. De bedoeling is dat het voor de toeschouwers onduidelijk blijft hoe dat effect, het 'onmogelijke', tot stand komt. Iemand die de kunst van het goochelen beoefent noemt men een goochelaar of illusionist. In de Franse tijd was de benaming prestidigitateur wel gangbaar.
Een goochelaar gebruikt bij een voorstelling traditionele hulpmiddelen zoals speelkaarten, ringen, touw, doeken en balletjes, maar ook levende have als duiven, en vuur. Spreekwoordelijk is het konijn uit de hoge hoed. Soms gebruikt een goochelaar zelfs personen, zoals een assistent(e) of iemand uit het publiek en die komen er dan op een wonderbaarlijke manier zonder kleerscheuren vanaf.
Speciale acts zijn bijvoorbeeld de ontsnappingsstunts van bijvoorbeeld de legendarische goochelaar Harry Houdini (1874-1926), onderwateracts en doorzaag- en verdwijntrucs. Sommige goochelaars combineren hun voorstelling met illusionisme, comedy of clownerie, of hebben zich gespecialiseerd in straatgoochelen, kaartschieten, table magic, goochelen voor kinderen, soms gecombineerd met een clownsact, of close-upgoochelen.

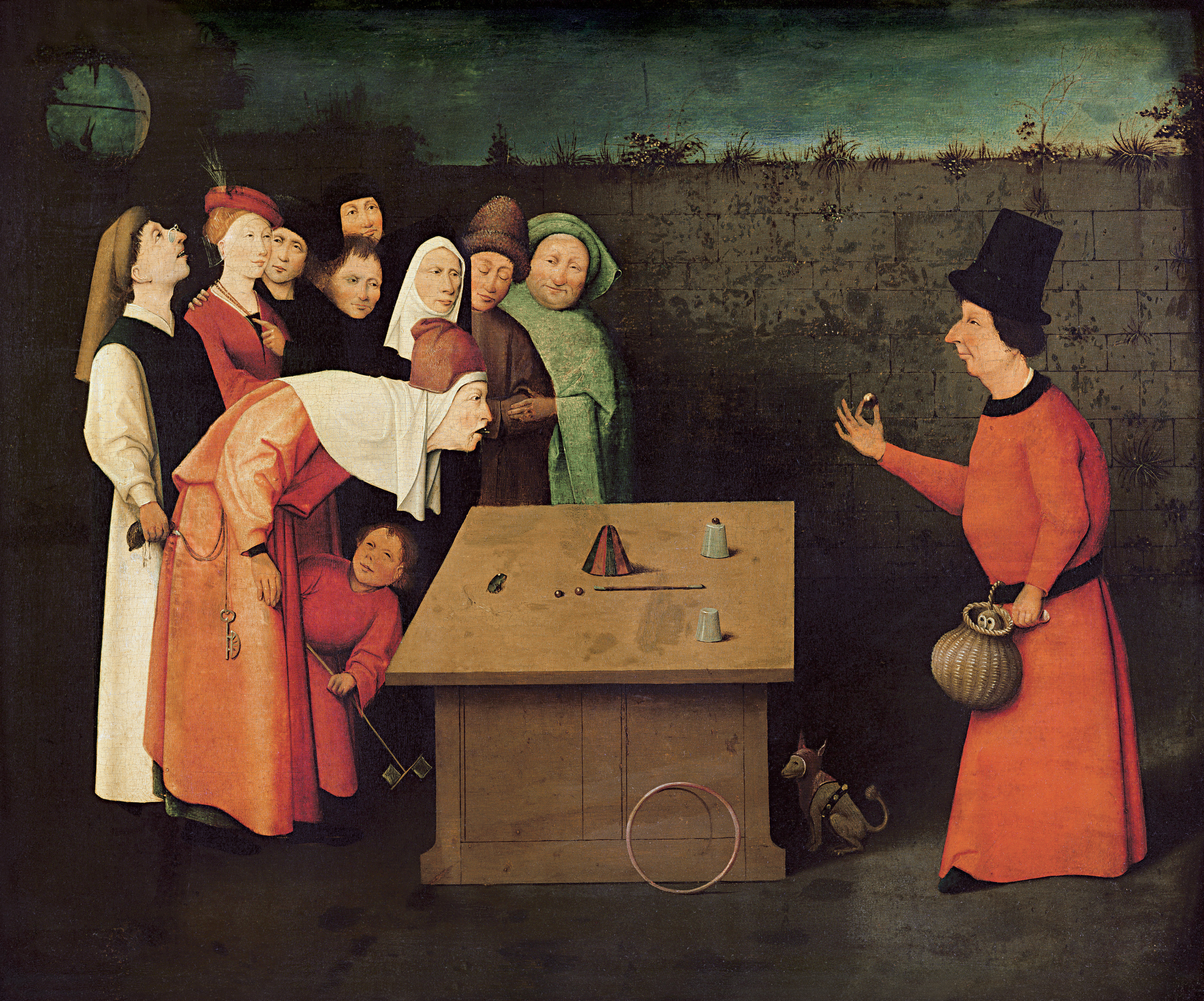
Anoniem (toegeschreven aan Jheronimus Bosch). De goochelaar. Ca. 1475-1480

## Ontstaan en geschiedenis van de goochelkunst
Het ontstaan van het goochelen als podiumkunst is niet geheel duidelijk. De meest gangbare theorie is dat het goochelen is uitgevonden door sjamanen die met illusies hun macht binnen de gemeenschap wilden vergroten. 
Tot op heden zijn er goochelaars die beweren bovennatuurlijke krachten te bezitten, zoals Rasti Rostelli en de wereldberoemde Uri Geller. 
Verder maakten en maken dieven en oplichters wel gebruik van goocheltrucs, bijvoorbeeld door een object te verkopen, betaling te ontvangen, en dit vliegensvlug om te wisselen voor iets waardeloos van hetzelfde gewicht, of door iemand af te leiden waarop de goochelaar zelf of een handlanger de zakken van het slachtoffer rolt (zoals te zien op het afgebeelde schilderij van Jeroen Bosch). Wellicht de populairste goocheltruc die gebruikt wordt om mensen op te lichten is balletje-balletje.
De goochelkunst zoals we die nu kennen is ontstaan rond de achttiende eeuw. Het is niet toevallig dat rond deze tijd tevens de esoterische filosofie zeer populair was. Er zijn verschillende parallellen met de esoterie en het goochelen. Beide houden vast aan strikte geheimhouding. Lidmaatschap tot esoterische genootschappen en goochelclubs is aan voorwaarden verbonden. Het goochelen heeft zich los van de esoterie ontwikkeld en is in de negentiende eeuw tot een volwaardige podiumkunst verworden.
In tegenstelling dan wat veel mensen denken, kopen goochelaars hun trucs gewoon in speciale goochelwinkels. Nederland telt momenteel drie "echte" goochelwinkels. Vroeger bedachten goochelaars vaker hun eigen trucs, tegenwoordig bijna niet meer. Er zijn ook goochelaars gespecialiseerd in het bedenken en ontwerpen van goocheltrucs. Zij verkopen deze trucs vaak door aan de goochelwinkels.

## Goochelen en toveren
Tegenwoordig wordt duidelijk onderscheid gemaakt tussen goochelen en toveren. Toveren (magie) is bovennatuurlijk en bestaat alleen in sprookjes en verhalen. Goochelen bestaat uit het toepassen van handige trucs waardoor het lijkt alsof er iets onmogelijks wordt gedaan.
Dit onderscheid is lang niet altijd zo duidelijk geweest. Veel goochelaars deden geheimzinnig over hun werkwijze en werden door het bijgelovige volk als tovenaars beschouwd. De goochelaars lieten hen in de waan. Hier kon overigens ook een risico aan verbonden zijn: de goochelaars konden beschuldigd worden van zwarte kunst en waren meestal vreemdelingen en dus relatief weerloos omdat ze niemand kenden en niemand hen kon of wilde vrijpleiten. Dit kon hen op de brandstapel brengen of leiden tot volksgerichten of lynchpartijen. Nog steeds is in Saoedi-Arabië hekserij een misdrijf waar de doodstraf op staat; goochelen kan derhalve onder bepaalde omstandigheden levensgevaarlijk zijn.
Ook tegenwoordig zijn er goochelaars die zich laten voorstaan op bovennatuurlijke krachten, zoals de reeds genoemde Uri Geller. Ze worden lang niet door iedereen serieus genomen.

## Etymologie
Het woord goochelen stamt af van het Middelnederlands gokelen, wat toveren of goochelen betekent. In het Hoogduits komt het woord gaukeln voor, afkomstig van Oudhoogduits goukelon of gaugolon. Het is mogelijk dat het woord teruggaat op het Latijnse joculari (jongleren) of het middeleeuws latijn caucus (beker) in caucularius (goochelaar).

## Goochelkunst in Nederland
In Nederland bestaan ongeveer vijfentwintig goochelverenigingen. De overkoepelende organisatie voor Nederlandse goochelaars is de Nederlandse Magische Unie (NMU), die onder meer jaarlijkse goochelcongressen organiseert, waaraan ook veel buitenlanders deelnemen. Tijdens die congressen worden tevens de Nederlandse Kampioenschappen Goochelen gehouden. Ook worden jeugdcongressen georganiseerd, met hun eigen (jeugd)kampioenschappen.
De NMU is de opvolger van de NBG (Nederlandse Bond van Goochelaars) die kort na de Tweede Wereldoorlog was opgericht door onder meer Henk Vermeyden. Voor die tijd bestond er geen organisatie voor goochelaars in Nederland. Men ging toen naar Duitsland en andere landen voor nieuwe inspiratie en nieuw materiaal. Maar sinds de NBG zijn de ontwikkelingen hard gegaan.
Fred Kaps is de enige ter wereld die driemaal wereldkampioen werd bij de Fédération Internationale des Sociétés Magiques Grand Prix. (Barcelona 1950, Amsterdam 1955 en Luik 1961). Richard Ross won twee keer (1970 en 1973). Eén keer wonnen Tonny van Dommelen (1958), Ger Copper (1979) en Harry Thiery (1967) een wereldtitel. De laatst bejubelde Nederlandse goochel-wereldkampioenen (2000) waren Scott Magician & Muriel, met een combinatie van goochelillusies, slapstick-comedy en 'physical comedy'. In 2003 vond het driejaarlijkse FISM-congres plaats in Den Haag. Het laatste FISM-congres was in 2022 in Quebec.
De NMU geeft een tijdschrift uit, getiteld Informagie, de opvolger van Hocus.

## Goochelkunst in België
België heeft ongeveer tien goochelverenigingen. Er wordt ook een vakblad uitgegeven, onder de titel Escamoteur.